# Parviz Kimiavi
Parviz Kimiavi (Teerão, 1939) é um director de cinema, editor, actor e roteirista iraniano. Kimiavi é uma das figuras mais destacadas do cinema persa do século XX e as suas produções cinematográficas ganharam prémios em importantes eventos a nível mundial, como o Festival de Berlim, o Festival Internacional de Cinema de Chicago e o Festival Internacional de Cinema de Amiens.

## Carreira
Kimiavi nasceu em Teerão em 1939. Na sua juventude mudou-se para a França para estudar fotografia e cinema na l'École Louis Lumière e no Institut dês hautes études cinématographiques. No início da década de 1960 estrou-se na direcção, inicialmente focando-se em curtas-metragens e filmes documentários. Em 1963 estreou o seu primeiro curto, Lhe dernier whisky, produzida na França. A partir desse momento realizou quase uma dezena de documentários, até que em 1973 publicou a sua primeira longa-metragem, o filme de drama e aventuras Mogholha, que foi nomeada para um Prémio Hugo na categoria de melhor filme no Festival Internacional de Cinema de Chicago. The Garden of Stones, de 1979, foi condecorado com o Urso de Prata na edição número 26 do Festival Internacional de Cinema de Berlim.
A sua longa-metragem seguinte, a comédia O.K. Mister de 1979, ganhou o prémio na categoria de melhor filme entregue no Festival Internacional de Cinema de Amiens, em 1980. O filme contou com a participação como protagonista do reconhecido actor iraniano Farrokh Ghaffari. A partir de então dedicou-se principalmente a realizar documentários para televisão, publicando a sua última longa-metragem, The Old Man and His Stone Garden, em 2004.

## Filmografia

### Como director
- The Old Man and His Stone Garden (Piremard va bagh-e sangi'ash, 2004)
- Iran Is My Homeland (Iran sara-ye man ast, 1999)
- Simone Weil (1988) (TV)
- Zourkhaneh: The House of Strength (Zourkhaneh: La maison de force, 1988) (TV)
- Blue Jeans (Blue jean, Le, 1984) (TV)
- Oswaldo Rodriguez (1983) (TV)
- Portrait of a Tunisian Boy (Portrait d'um jeune Tunisien, 1982) (TV)
- La Tranche (Tranche, A, 1981) (TV)
- O.K. Mister! (1979)
- The Garden of Stones (Bagh-e Sangi, 1976)
- The Mongols (Mogholha, 1973)
- P Like Pelican (P mesle pelican, 1972)
- Gowharshad Mosque (Masjed-e gowharshad, 1971)
- Mashhad's Bazaar (Bazar-e mashhad, 1970)
- From Bojnurd to Quchan (Bojnurd ta quchan, 1970)
- Shiraz 70 (Shiraz-e 70, 1970)
- Oh Guardian of Deers (Já zamen-e ahu, 1970)
- The Hills of Qaytariyeh (Tappehaye qaytariyeh, 1969)

## Prémios e reconhecimentos
| Evento                                      | Data | Prémio/Reconhecimento    | Produção             | Resultado |
| ------------------------------------------- | ---- | ------------------------ | -------------------- | --------- |
| Festival Internacional de Cinema de Chicago | 1973 | Prémio Hugo              | Mogholha             | Nominado  |
| Festival Internacional de Cinema de Berlim  | 1976 | Prémio Urso de Prata     | The Garden of Stones | Ganador   |
| Festival Internacional de Cinema de Berlim  | 1976 | Prémio Urso de Ouro      | The Garden of Stones | Nominado  |
| Festival Internacional de Cinema de Amiens  | 1980 | Prémio Unicornio de Ouro | O.K. Mister          | Ganador   |